# Chad Trujillo
Chadwick A. Trujillo, detto Chad (22 novembre 1973), è un astronomo statunitense.
Chad Trujillo ha frequentato la scuola superiore a Oak Park (Illinois). Nel 1995 ha ricevuto il Bachelor of Science in Fisica dal Massachusetts Institute of Technology. Nel 2000 ha ricevuto il Ph.D. in astronomia dall'Università delle Hawaii. In seguito ha fatto un post-dottorato al Caltech e attualmente lavora presso il Gemini Observatory alle Hawaii.
| 50000 Quaoar       | 4 giugno 2002    |
| 65489 Ceto         | 22 marzo 2003    |
| 66652 Borasisi     | 8 settembre 1999 |
| 79360 Sila-Nunam   | 3 febbraio 1997  |
| 90377 Sedna        | 14 novembre 2003 |
| 90482 Orcus        | 17 febbraio 2004 |
| 136199 Eris        | 21 ottobre 2003  |
| 136472 Makemake    | 31 marzo 2005    |
| 208996 Achlys      | 13 gennaio 2003  |
| 341520 Mors-Somnus | 14 ottobre 2007  |
| 385571 Otrera      | 16 ottobre 2004  |

Trujillo esamina la fascia di Kuiper e le regioni esterne del sistema solare, specializzandosi nel determinare con l'ausilio di computer le orbite di numerosi oggetti transnettuniani.
Nell'agosto del 2005 Trujillo, Michael E. Brown e David L. Rabinowitz hanno annunciato la scoperta di Eris, oggetto transnettuniano con dimensioni solo di poco inferiori a quelle di Plutone. In seguito si è scoperto che Eris ha anche una luna: Disnomia.
Complessivamente il Minor Planet Center gli accredita la scoperta di cinquantaquattro asteroidi, effettuate tra il 1996 e il 2013, tutte in cooperazione con altri astronomi: K. Berney, Michael E. Brown, Jun Chen, Wyn Evans, David Jewitt, Marcin Kubiak, Jane X. Luu, R. Poleski, David L. Rabinowitz, Scott S. Sheppard, David James Tholen, Andrzej Udalski. Ha coscoperto anche la cometa periodica C/2014 F3 Sheppard-Trujillo .